# La gran marcha
La gran marcha es una novela de ficción histórica de 2005 de E. L. Doctorow. Ganó el Premio PEN/Faulkner de Ficción (2006) y el Premio del Círculo Nacional de Críticos de Libros /Ficción (2005).
La novela no tiene un personaje principal, sino que describe el caos y la barbarie de la guerra con frecuentes cambios de perspectiva narrativa en varias líneas argumentales, cuyos portadores son diferentes personas afectadas por la Guerra de Secesión: soldados, desertores y saqueadores de ambos bandos, liberados y esclavos fugitivos que se unen al Ejército de la Unión, huyendo de antiguos propietarios de esclavos, corresponsales de guerra y fotógrafos y finalmente el propio general Sherman, protagonista de la guerra moderna. El autor describe la violencia devastadora de los conflictos militares en la era industrial, que no deja a nadie ileso, ni a soldados ni a civiles. Doctorow señala la paradoja de que incluso el acto bárbaro de la guerra puede contribuir al progreso, por ejemplo liberando esclavos en los Estados Confederados. Por tanto, la obra fue descrita por los críticos como una “novela antipacifista y pacifista”. 

## Antecedentes
En una entrevista con Der Spiegel Doctorow reflexionó sobre el tema de la novela: "Lo que me fascinó mientras escribía este libro fue que la marcha se convirtió en una zona segura para las personas que desarraigó [...] Los que no estaban muertos ni desplazados se incorporaron al ejército, cambiaron de uniforme y de identidad, sólo para seguir con vida. Esta fuerza de 600.000 soldados difícilmente era un ejército dirigido por el general Sherman: era un mundo fluyendo". 

## Trama
La gran marcha está ambientada a finales de 1864 y principios de 1865, cerca del final de la Guerra de Secesión. Un elemento central de la novela es el personaje del general William Tecumseh Sherman mientras marcha con sus 60.000 soldados por el corazón del sur, desde Atlanta hasta Savannah, dejando una huella de destrucción de varios kilómetros de ancho a su paso. Como resultado de la orden de Sherman de vivir de la tierra, sus soldados siembran el caos mientras saquean casas, roban ganado, queman cultivos y atraen a una población casi inmanejable de esclavos liberados y refugiados que no tienen otro lugar adonde ir. Si bien la novela gira en torno a las decisiones del general Sherman, la historia no tiene un personaje principal específico. Doctorow, en cambio,  vuelve a contar la historia de la guerra vivil según las vidas individuales de un elenco amplio y diverso de personajes (blancos y negros, ricos y pobres, de la Unión y los Estados Confederados ) cuyas vidas están atrapadas en la violencia y el trauma de la guerra.
El personaje del general Sherman es un genio estratégico inestable que cultiva un sentido de romance en la guerra que libra y se irrita por las implicaciones de una burocracia de posguerra. Carismático, aunque a menudo distante, Sherman es idolatrado por sus hombres y los esclavos liberados que lo siguen con la esperanza de un futuro mejor. Pearl es la joven y atractiva hija de una esclava negra, Nancy Wilkins, y su amo blanco, que no está seguro de su futuro y de la atención que ahora recibe de los soldados de la Unión. Debe decidir si sigue el consejo de otros esclavos emancipados o buscar las posibilidades que espera que le traiga la conclusión de la guerra. El coronel Wrede Sartorius es un cirujano de campo frío pero brillante que aparentemente está insensible a los horrores de la guerra debido a su estrecha y frecuente proximidad a la sierra quirúrgica que lleva consigo a todas partes. Formado en Alemania, Sartorius experimenta con nuevas técnicas con sus pacientes y está consumido por su trabajo, dejando poco tiempo para el arrepentimiento, el romance o el dolor. Arly y Will son dos soldados confederados que desempeñan el papel del tonto de Shakespeare, ofreciendo alternativamente un alivio cómico y una sabiduría conmovedora. Sus travesuras son salvajes y caóticas e incluyen desertar a la Unión, hacerse pasar por ellos y robar una iglesia para poder pagar un viaje a un burdel. Emily Thompson, hija de un juez, es una aristócrata sureña desplazada de Milledgeville, Georgia, que entonces era la capital del estado. Se convierte en la asistente quirúrgica y amante del frío y desapasionado coronel Sartorius.
La novela concluye cuando Lincoln es asesinado el 14 de abril de 1865, poco después de la rendición de Lee, exponiendo el cauteloso optimismo de los esclavos liberados y los soldados asediados. La escena final describe el leve olor a pólvora que se disipa en un bosque con la imagen solitaria de la bota y el uniforme destrozado de un soldado caído tirado en el suelo. Si bien los personajes de Doctorow expresan una esperanza cautelosa ahora que el conflicto ha terminado, el costo físico y psicológico de la guerra ha dejado sus cicatrices en la gente y la tierra, y nadie está muy seguro de qué hacer a continuación.

## Recepción
En 2007, el Berliner Zeitung elogió especialmente el estilo narrativo de la novela calificándolo de “orgánico, virtuoso y rítmico”. Para el crítico, Doctorow sigue siendo “un maestro de la síncopa y el swing y de importantes variaciones de tempo que primero sorprenden al lector para revelarse en el siguiente minuto de lectura como una señal de una nueva perspectiva de las cosas. No hay comillas en este libro. "El texto fluye a través del discurso literal con la misma fluidez que a través de los incesantes cambios de perspectiva". La conclusión es: “La gran marcha es una gran obra artística, ingeniosa, sobre todo en la forma en que arruina cualquier esperanza de un cierto juicio moral.” 
La reseña del libro del Berliner Morgenpost de 2007 indicó: “La novela se lee como un cuadro histórico convertido en literatura. La gente pelea en un lugar, muere en otro, descansa aquí, fornica allí y las casas arden al fondo. Algunas secciones de imágenes recuerdan a películas como Lo que el viento se llevó o Cabalgando con el diablo, otras muestran daguerrotipos de la época: las expresiones serias, las poses rígidas de los fotografiados. Doctorow conoce estos restos de imágenes de hace 150 años, trabaja con ellos, presenta escenarios bajo una nueva luz, coloca hilos, gira las telas y con ellas confecciona el artístico mosaico de un monstruo." 
En su reseña de 2007, el Tagesspiegel destacó el exitoso estilo narrativo de la novela: “Doctorow cuenta la historia desde muchas perspectivas, eligiendo principalmente el plano general o el primer plano. En el plano general, el individuo es absorbido por lo colectivo, en el primer plano, se convierte en una herida. [...] Su arte es no dejar que nada se salga de control. A pesar de todas las descripciones épicas de batallas y operaciones, Doctorow mantiene las riendas narrativas tan cortas que el tirón y la tensión nunca disminuyen. Es fantástico cómo permite que cabezas individuales emerjan de esta corriente, jadeando, chocando con otras, involucrándose en la siguiente escena, para luego desaparecer nuevamente durante cincuenta páginas." 
El Süddeutsche Zeitung escribió en su revista de 2010: “La situación con Doctorow parece impresionantemente poderosa y, sin embargo, nunca se sale de control de manera arbitraria y mortal. Un gran narrador, sonámbulo y seguro de sus medios narrativos”. 

## Premios
La gran marcha ganó el premio de ficción PEN/Faulkner de 2006, que Doctorow había ganado anteriormente en 1990 por su novela Billy Bathgate; también ganó el Premio Nacional de la Crítica del Libro 2005 y fue finalista del Premio Pulitzer 2006  y del Premio Nacional del Libro 2005.  Ganó el Premio Michael Shaara a la Excelencia en Ficción de la Guerra Civil en 2006. 

## Adaptaciones
A principios de 2012, la Steppenwolf Theatre Company estrenó una adaptación teatral de La Marcha.